# Гара Негуш
Гара Негуш (на гръцки: Σταθμός Νάουσας, Статмос Наусас) е селище в Република Гърция, област Централна Македония, дем Негуш.

## География
Селището е разположено в Солунското поле на 7 километра източно от град Негуш (Науса).

## История
Селището се появява около съществуващата гара след 1928 година. В нея са настанени няколко гръцки бежански семейства.
Жителите се занимават със земеделие и произвеждат предимно овошки.
| Година    | 1913 | 1920 | 1928 | 1940 | 1951 | 1961 | 1971 | 1981 | 1991 | 2001 | 2011 | 2021 |
| --------- | ---- | ---- | ---- | ---- | ---- | ---- | ---- | ---- | ---- | ---- | ---- | ---- |
| Население |      |      |      | 81   | 70   | 123  | 68   | 67   | 81   | 81   | 85   | 89   |